# Sofia di Polonia
Sofia di Polonia (Cracovia, 6 maggio 1464 – Ansbach, 5 ottobre 1512) è stata una nobildonna polacca, principessa della dinastia degli Jagelloni.

## Biografia
Sofia era figlia del re di Polonia Casimiro IV di Polonia e di sua moglie Elisabetta d'Asburgo. Venne chiamata in onore di sua nonna paterna, Sofia Alšėniškė, regina della Polonia.
Sofia fu battezzata da Giovanni Gruszczynski, vescovo di Cracovia. Non ci sono informazioni disponibili sull'educazione o sull'educazione di Sofia.

## Matrimonio
Nel 1468, Sofia fu promessa in sposa all'arciduca Massimiliano d'Austria, figlio ed erede dell'imperatore Federico III. Poi, l'8 aprile dello stesso anno, Protas Černohorský z Boskovic, vescovo di Olomouc, come rappresentante di Mattia Corvino, chiese la mano di Sofia, anche se presto Mattia preferì la mano della sorella maggiore di Sofia, Edvige. Un matrimonio con Massimiliano sembrava più probabile per Sofia, soprattutto perché lei e le sue sorelle erano tutte spose attraenti per la nobiltà europea, dal momento che avevano tutte rivendicavano i troni di Austria e Lussemburgo attraverso la loro madre Elisabetta.
I piani matrimoniali di Edvige con Mattia fallirono quando suo padre fece un'alleanza con il principale nemico di Mattia, Giorgio di Podebrad. Poco dopo, i progetti di matrimonio tra Massimiliano e Sofia fallirono.
Non si sa quando iniziarono esattamente i negoziati per un matrimonio tra Sofia e il principe Federico I di Brandeburgo-Ansbach, figlio del principe elettore Alberto III Achille. Si presume che l'idea sia emersa nell'estate del 1470, quando i deputati polacchi Dziersław z Rytwian e Stanisław Ostroróg visitarono il Brandeburgo. Nel 1473 i rappresentanti reali polacchi Paweł Jasieński e Stanisław Kurozwęcki guidarono i negoziati per il matrimonio tra Sofia e Federico, che si concluse con la firma del fidanzamento formale il 7 dicembre di quell'anno a Cadolzburg.
Per quanto riguarda i motivi politici di questo matrimonio, il padre di Sofia, Casimiro IV, cercava alleati tra i tedeschi, poiché si occupava dell'influenza dell'imperatore Federico III, che sostenne il dominio del principe polacco Vladislao in Boemia. D'altra parte, l'elettore Alberto III, preoccupato per il crescente potere di Mattia Corvino (che stava minacciando di prendere alcune delle terre di Alberto), decise di cercare un'alleanza con i suoi avversari, la dinastia Jagellonica.
Le condizioni relative al matrimonio erano state negoziate per quasi due anni. Originariamente il contratto di matrimonio doveva essere firmato il 20 marzo 1474 e il 23 giugno 1474, durante un incontro tra i rappresentanti di Brandeburgo e Polonia a Pniewy. Infine, il contratto di matrimonio fu firmato nell'ottobre del 1475 a Poznań; in rappresentanza dell'elettorato del Brandeburgo ha firmato Friedrich II Sesselmann, vescovo di Lubusz, mentre Stanisław Kurozwęcki ha firmato come rappresentante del Regno di Polonia. La dote di Sofia fu stabilita di 32.000 fiorini.
L'11 novembre 1475 Alberto III diede come prezzo della sposa alla futura nuora la cifra di 64.000 fiorini. Originariamente, il matrimonio di Sofia e Federico si sarebbe dovuto svolgere a Poznań, ma l'Elettore optò invece per Francoforte sull'Oder.
Il 13 gennaio 1479 Sofia, accompagnata dalla famiglia, lasciò Piotrków Trybunalski per Francoforte. Fu accompagnata, tra gli altri, da Andrzej Oporowski, vescovo di Przemyśl, voivodi Maciej z Bnina Moszyński, Mikołaj z Kutna e da Piotr Kurozwęcki, maresciallo della corte.
Il 14 febbraio 1479 Sofia e Federico si sposarono. La coppia ebbe diciotto figli:
1. Elisabetta (nata e morta nel 1480);
2. Casimiro (27 settembre 1481–21 settembre 1527);
3. Margherita (10 gennaio 1483–10 luglio 1532);
4. Giorgio (4 marzo 1484–27 dicembre 1534);
5. Sofia (10 marzo 1485–24 maggio 1537), sposò il duca Federico II di Liegnitz, non ebbero figli;
6. Maria di Brandenburg-Ansbach (nata e morta nel 1486)[4];
7. Anna (1487–7 febbraio 1539), sposò il duca Venceslao III di Teschen, ebbero tre figli;
8. Barbara (1488–1490);
9. Alberto (17 maggio 1490–20 marzo 1568);
10. Federico (13 giugno 1491–1497);
11. Giovanni, viceré di Valencia (9 gennaio 1493–5 luglio 1525);
12. Elisabetta (25 marzo 1494–31 maggio 1518), sposò il margravio Ernesto di Baden-Durlach, ebbero sette figli;
13. Barbara (24 settembre 1495–23 settembre 1552), sposò il langravio Giorgio di Leuchtenberg, ebbero quattro figli;
14. Federico (17 gennaio 1497–20 agosto 1536)[5], canonico a Würzburg e Salisburgo;
15. Guglielmo (30 giugno 1498–4 febbraio 1563), arcivescovo di Riga;
16. Giovanni Alberto (20 settembre 1499–17 maggio 1550), arcivescovo di Magdeburgo;
17. Federico Alberto (1501–1504);
18. Gumprecht (16 luglio 1503–25 giugno 1528)[6], canonico a Bamberga;

Le difficoltà sorsero con il pagamento della dote di Sofia. Secondo il contratto di matrimonio, Casimiro IV avrebbe dovuto pagare la prima rata di 6.000 fiorini entro il 25 dicembre. Incapace di farlo, il re polacco chiese un rinvio, al quale Alberto III acconsentì. In vista del mancato pagamento della sua dote, Sofia non fu in grado di impossessarsi delle sue terre seminatrici.

## Margravia di Brandeburgo-Ansbach
L'11 marzo 1486 morì il suocero di Sofia, Alberto III. Suo marito Federico e il cognato Sigismondo ereditarono i domini franconi della dinastia degli Hohenzollern. Sigismondo prese Kulmbach, mentre Federico ricevette Ansbach. Sofia divenne così nella Margravia consorte di Ansbach. Poco dopo, ricevettero nei loro domini la visita dell'imperatore Federico III.
Durante tutto questo tempo, un problema continuo era il pagamento della dote di Sofia. Nel 1489, il fratello di Sofia, Vladislao II, promise a Federico che avrebbe pagato il resto dei soldi che suo padre gli doveva. Nel 1493, Federico mandò inviati in Polonia per il pagamento della dote. Il 30 settembre 1495, Sofia scrisse personalmente una lettera a suo fratello chiedendo il denaro promesso. La dote non fu mai completamente ripagata fino a dopo la morte di Sofia e Federico. Il restante dei soldi fu pagato ai loro figli in diverse rate, rispettivamente nel 1533, 1535 e 1537.
Il marito di Sofia rimase in contatto con i suoi fratelli: nella primavera del 1494 partecipò al convegno a Levoča, al quale parteciparono Vladislao II, Giovanni I Alberto, Sigismondo (il futuro re Sigismondo I il Vecchio) e il cardinale Federico. Federico aveva anche intenzione di rafforzare i legami familiari tra gli Hohenzollern e gli Jagelloni: a Barbara, sorella minore di Sofia, fu proposto di sposare Gioacchino, elettore ereditario di Brandeburgo, nipote di Federico, e Vladislao II avrebbe sposato Anna, sorella di Gioacchino. Infine, questi piani matrimoniali non ebbero mai avuto luogo.
Dopo la morte di suo fratello Sigismondo, non sposato e senza figli nel 1495, Federico ereditò anche Bayreuth, così Sofia divenne anche in Margravia consorte di Brandenburg-Kulmbach.
Nel marzo 1509 Sofia e suo marito erano presenti a Praga per l'incoronazione di suo nipote Luigi II Jagellone.
Sofia morì il 5 ottobre 1512 ad Ansbach. Fu sepolta nel monastero di Heilsbronn.

## Ascendenza
|                           |                      |                               | Genitori                      |  |  | Nonni |  |  | Bisnonni             |  |  | Trisnonni             |  |
|                           |                      |                               |                               |  |  |       |  |  | Algirdas di Lituania |  |  | Gediminas di Lituania |  |
|                           |                      |                               |                               |  |  |       |  |  | Algirdas di Lituania |  |  | Gediminas di Lituania |  |
|                           |                      | Jewna di Polack               |                               |  |  |       |  |  | Algirdas di Lituania |  |  |                       |  |
| Ladislao II Jagellone     |                      |                               |                               |  |  |       |  |  | Algirdas di Lituania |  |  |                       |  |
|                           |                      | Uliana di Tver'               | Alessandro I di Tver'         |  |  |       |  |  |                      |  |  |                       |  |
|                           |                      | Uliana di Tver'               | Alessandro I di Tver'         |  |  |       |  |  |                      |  |  |                       |  |
|                           |                      | Uliana di Tver'               | Anastasia di Galizia          |  |  |       |  |  |                      |  |  |                       |  |
| Casimiro IV di Polonia    |                      | Uliana di Tver'               |                               |  |  |       |  |  |                      |  |  |                       |  |
|                           |                      | Andrea Alšėniškis             | Jonas Alšėniškis              |  |  |       |  |  |                      |  |  |                       |  |
|                           |                      | Andrea Alšėniškis             | Jonas Alšėniškis              |  |  |       |  |  |                      |  |  |                       |  |
|                           |                      | Andrea Alšėniškis             | Agrippina Ivanovna            |  |  |       |  |  |                      |  |  |                       |  |
| Sofia Alšėniškė           |                      | Andrea Alšėniškis             |                               |  |  |       |  |  |                      |  |  |                       |  |
|                           |                      | Aleksandra Druckaja           | Dmitrij Staršyj               |  |  |       |  |  |                      |  |  |                       |  |
|                           |                      | Aleksandra Druckaja           | Dmitrij Staršyj               |  |  |       |  |  |                      |  |  |                       |  |
|                           |                      | Aleksandra Druckaja           | Anastasia Olegovna di Rjazan' |  |  |       |  |  |                      |  |  |                       |  |
| Sofia di Polonia          |                      | Aleksandra Druckaja           |                               |  |  |       |  |  |                      |  |  |                       |  |
|                           | Alberto IV d'Asburgo | Alberto III d'Asburgo         |                               |  |  |       |  |  |                      |  |  |                       |  |
|                           | Alberto IV d'Asburgo | Alberto III d'Asburgo         |                               |  |  |       |  |  |                      |  |  |                       |  |
|                           | Alberto IV d'Asburgo | Beatrice di Norimberga        |                               |  |  |       |  |  |                      |  |  |                       |  |
| Alberto II d'Asburgo      | Alberto IV d'Asburgo |                               |                               |  |  |       |  |  |                      |  |  |                       |  |
|                           |                      | Giovanna di Baviera-Straubing | Alberto I di Baviera          |  |  |       |  |  |                      |  |  |                       |  |
|                           |                      | Giovanna di Baviera-Straubing | Alberto I di Baviera          |  |  |       |  |  |                      |  |  |                       |  |
|                           |                      | Giovanna di Baviera-Straubing | Margherita di Brieg           |  |  |       |  |  |                      |  |  |                       |  |
| Elisabetta d'Asburgo      |                      | Giovanna di Baviera-Straubing |                               |  |  |       |  |  |                      |  |  |                       |  |
|                           |                      | Sigismondo di Lussemburgo     | Carlo IV di Lussemburgo       |  |  |       |  |  |                      |  |  |                       |  |
|                           |                      | Sigismondo di Lussemburgo     | Carlo IV di Lussemburgo       |  |  |       |  |  |                      |  |  |                       |  |
|                           |                      | Sigismondo di Lussemburgo     | Elisabetta di Pomerania       |  |  |       |  |  |                      |  |  |                       |  |
| Elisabetta di Lussemburgo |                      | Sigismondo di Lussemburgo     |                               |  |  |       |  |  |                      |  |  |                       |  |
|                           |                      | Barbara di Cilli              | Ermanno II di Cilli           |  |  |       |  |  |                      |  |  |                       |  |
|                           |                      | Barbara di Cilli              | Ermanno II di Cilli           |  |  |       |  |  |                      |  |  |                       |  |
|                           |                      | Barbara di Cilli              | Anna di Schauenburg           |  |  |       |  |  |                      |  |  |                       |  |
|                           |                      | Barbara di Cilli              |                               |  |  |       |  |  |                      |  |  |                       |  |